# Fix-up
Als Fix-up oder Fixup (englisch to fix sth. up ‚etw. in Ordnung bringen‘) wird in der Literatur, vor allem im Bereich der Science-Fiction und Fantasy ein aus mehreren, ursprünglich eigenständig publizierten Texten entstandenes Werk bezeichnet. Im Unterschied zur Sammlung, bei der Texte eines Autors (zum Beispiel Erzählungen) in einem Band im Wesentlichen unverändert neu erscheinen, werden die Texte beim Fix-up stilistisch und inhaltlich so überarbeitet, dass der Eindruck eines zusammenhängenden Werkes entsteht. Das kann bei einer eher losen Verbindung etwa durch eine Rahmenerzählung geschehen. Häufig werden aber die ursprünglichen Texte nicht in einen Rahmen eingebettet, sondern durch überleitendes Material direkt miteinander verbunden, was sich zum Beispiel dann anbietet, wenn mehrere Erzählungen in der gleichen fiktiven Realität angesiedelt sind.
Der Begriff wird von der Encyclopedia of Science Fiction dem Autor A. E. van Vogt zugeschrieben. Hintergrund dafür ist die Marktveränderung, die in der US-amerikanischen Science-Fiction in den 1950er Jahren stattfand, in der einerseits die klassischen Pulp-Magazine mit Absatzschwierigkeiten kämpften und sich entsprechend die Bedingungen für Autoren verschlechterten, andererseits der Markt für SF-Paperbacks rapide wuchs und geeignete Texte gesucht waren. In den Pulp-Magazinen waren Kurzgeschichten und Erzählungen moderater Länge gefragt, während die Paperbacks hauptsächlich nach Texten in Romanlänge verlangten. So lag es für die Autoren nahe, aus geeigneten kürzeren Texten ein Werk in Romanlänge zu montieren. In einem Interview mit Robert Weinberg erinnert sich A. E. van Vogt:

„In den frühen Fünfzigern begann das Geschäft mit den Paperbacks und es waren in erster Linie Romane gefragt. So begann ich meine Arbeiten durchzusehen auf der Suche nach Sachen, die ich zusammenfügen könnte. Das war rein kommerziell. Die Bezahlung war schlecht, aber es wurde bezahlt. […] Einfach gesagt: ein Roman verkaufte sich, die einzelnen Geschichten dagegen nur selten. Daher kam dann die große Idee und die Fix-up-Romane entstanden. Es war eine rein kommerzielle Idee in einer Zeit, als die Einkünfte mickrig waren und die Autoren der Pulps im ganzen Land hungerten. Erst später erfuhr ich, dass manche Leute die Fix-ups kritisierten. Ich konnte nur den Kopf über die schütteln: für mich waren das offenbar Dilettanten ohne eine Ahnung vom Geschäft des Science-Fiction-Schreibens.“

Bekanntes Beispiel eines Fix-ups ist van Vogts The Weapon Shops of Isher (deutsch als Die Waffenhändler von Isher), dessen Teile ursprünglich im Juli 1941 und Dezember 1942 in Astounding und im Februar 1949 bei Thrilling Wonder erschienen, der Fix-up erschien 1951. 
Ein Beispiel für einen Fix-up außerhalb der SF ist der Kriminalroman The Big Sleep von Raymond Chandler, für den Chandler zuvor in dem Pulp-Magazin Black Mask erschienene Text verwertete. Chandler sprach in diesem Zusammenhang von der „Kannibalisierung“ eigener Texte.